# Ле-Тампон
Ле Тампон (фр. Le Tampon) — четвёртый по населению город и коммуна во французском заморском департаменте Реюньон. С 2015 года он разделён на 4 кантона: Ле-Тампон-1, Ле-Тампон-2, Ле-Тампон-3, Ле-Тампон-4. Население — 73 000 человек (2008).

## Достопримечательности
- церковь Сен-Франсуа де Саль дю Тампон